# The Mynah Birds
The Mynah Birds var ett band från Toronto på 1960-talet. Bandet släppte inget album men är känt för sina många senare framgångsrika medlemmar som till exempel Nick St. Nicholas, Rick James, Neil Young och Bruce Palmer. The Mynah Birds skapades 1964 utifrån gruppen Sailorboys.